# Eleanor Zaimis
Eleanor „Nora“ Zaimis, geborene Eleanor Christides (16. Juni 1915 in Galați, Rumänien; † 3. Oktober 1982 in Athen) war eine griechisch-britische Pharmakologin.

## Leben
Zaimis wuchs in Bukarest auf. Ihr Vater Ioannis Christidis war in der Verschiffung tätig und ihre Mutter Eleni Chanoutsos war die Tochter eines Grundbesitzers.  Sie studierte Pharmakologie und Medizin in Athen und war dort nach dem Abschluss 1938 (M.B) in der Fakultät für Pharmakologie als Assistentin des Pharmakologie-Professors Ioakimoglou tätig. 1941 erwarb sie ihren M.D. Abschluss und außerdem erhielt sie einen B. Sc. Abschluss in Chemie und war Mitglied eines griechischen Komitees zur Auswertung der neuen Antibiotika.
1943 heiratete sie in zweiter Ehe (ihre erste Ehe wurde 1938 geschlossen) den Politiker Ioannis Zaimis, von dem sie sich wenige Jahre später wieder trennte, und zog 1947 nach England. 1954 nahm sie die britische Staatsbürgerschaft an. Nachdem sie anfangs an der University of Bristol und am National Institute of Medical Research in Hampstead war, wurde sie 1950 Lecturer und 1954 Reader an der School of Pharmacy in London und war 1954 bis 1980 Leiterin der Pharmakologie im Royal Free Hospital in London. Ab 1958 war sie Professor.
Sie untersuchte ab etwa 1948 mit William Paton die Struktur-Wirkungsbeziehungen von Methonium-Verbindungen als Blutdrucksenker und Lokalanästhetika und lieferte fundamentale Beiträge zur neuromuskulären und kardiovaskulären Pharmakologie. Sie untersuchte Muskelrelaxantien und Ganglienblocker. Später befasst sie sich mit Nervenwachstumsfaktoren nach Rita Levi-Montalcini, zu einer Zeit als diesen noch erhebliche Skepsis entgegengebracht wurde.
1959 erhielt sie mit Paton den Canada Gairdner International Award für ihre Arbeit an Methonium-Verbindungen in der Pharmakologie. 1968 wurde sie Mitglied und 1974 Fellow des Royal College of Physicians. Beide erhielten 1956 den Cameron Prize. 1951 wurde sie Mitglied der Physiological Society und war 1967 bis 1971 in deren Komitee. 1979 wurde sie Ehren-Fellow der Faculty of Anaesthesia des Royal College of Surgeons of England (FFA RCS). 1968 erhielt sie den N. P. Kravkov-Preis in Pharmakologie der Sowjetischen Akademie für Medizin. Sie war korrespondierendes Mitglied der Akademie der Wissenschaften in Athen und Ehrenmitglied der Medizinischen Akademie in Rom.
1982 starb sie nach langer Krankheit in Athen.